# Bruno Derrien
 (juin 2018).
Si vous disposez d'ouvrages ou d'articles de référence ou si vous connaissez des sites web de qualité traitant du thème abordé ici, merci de compléter l'article en donnant les références utiles à sa vérifiabilité et en les liant à la section « Notes et références ».
Bruno Derrien, né le 9 avril 1964 à Brest, est un ancien arbitre international français de football.

## Biographie

### Carrière d'arbitre
Après des débuts remarqués en Ligue de Bretagne, il entame une carrière professionnelle d’arbitre de haut niveau en novembre 1991, à l’occasion d’un match de Division 2 opposant Laval à Ancenis.
En 1996, il officie lors de la finale de Coupe Gambardella entre Nantes et Montpellier (0-1) au Parc des Princes. Le 17 août de la même année, il connaît son baptême de feu en Ligue 1, en étant désigné arbitre central du match Lens-Nancy.
Bruno Derrien a arbitré 350 matches au niveau professionnel avec en point d’orgue une finale de Coupe de France entre Auxerre et Sedan (2-1) en 2005. Il a également officié lors de 40 rencontres internationales, toutes coupes européennes confondues. Le 20 mai 2007, il arbitre son dernier match, Gueugnon-Bastia, en Ligue 2. 
Le 12 juin 2018, il est choisi comme arbitre central pour le match France98-Fifa98 à la Paris La Défense Arena, pour célébrer les 20 ans de la victoire de l'Equipe de France de Football à la Coupe du Monde 1998.

### Consultant
Parallèlement à son travail de communicant, Bruno Derrien met son expertise au service de la presse sportive, aussi bien écrite que radio ou télévisée.
Débutées sur la chaîne M6 en 2008 lors de l’Euro de football, ses activités de consultant l’ont tour à tour amené à collaborer avec le journal L’Équipe pour le championnat de France de ligue 1 et avec Metro en tant que chroniqueur durant la Coupe du monde 2010 en Afrique du Sud. Les passionnés de football l’ont également entendu sur les ondes d’Europe 1 dans les émissions dirigées par Pierre-Louis Basse, successivement "Bienvenue au Club" et "Le Club de la Coupe du monde 2010".
Il rejoint ensuite les effectifs d’Eurosport pour Soir de Coupe et Tour d’Europe. Il intervient également de manière régulière dans l'émission Radio Foot International animée par Annie Gasnier ainsi que dans celle de Jean-Charles Banoun le dimanche soir sur Europe 1. Il est désormais sur RTL et commente les faits d'arbitrage lors des matches de l’Équipe de France et lors des matches de Ligue des champions.
Il participe aux émissions sportives diffusées sur CNews : 13 heures Foot le dimanche.

### Écriture
Très inspiré à l’heure de réfléchir sur son passé d’arbitre, Bruno Derrien s’est distingué en rédigeant - conjointement avec Raphaël Raymond, journaliste à L'Équipe - , A bas l’arbitre, aux éditions du Rocher. Meilleur vente du livre sportif en 2009[réf. nécessaire], cet ouvrage a précédé deux autres publications, Le bêtisier de l’arbitrage, et SOS Arbitres – SOS Vidéo.
Les révélations sulfureuses de l’ancien arbitre sur la face cachée de l’arbitrage n’ont pas rencontré un écho favorable chez Marc Batta, actuel Directeur National de l’Arbitrage, lequel a intenté un procès en correctionnelle s’estimant diffamé par certains passages de l’ouvrage. Il a été débouté de toutes ses demandes.
En 2011, il préface le recueil de nouvelles Les Hommes en noir, publié par les éditions Les Contrebandiers, articulé autour des 17 lois de l'arbitrage et rédigé par autant d'auteurs issus du polar et du roman noir dont Marc Villard, Caryl Férey, Marcus Malte, Jean-Luc Manet, Jean-Hugues Oppel, Dominique Sylvain...

### Divers
Il occupe actuellement la fonction de responsable des relations publiques à la Direction de la Communication du Courrier à La Poste.

## Distinction
Bruno Derrien est chevalier de l'Ordre national du Mérite (promotion du 15 mai 2015). 
Il a reçu le prix Jacques Marchand, défense de l'esprit sportif, des mains de Denis Masseglia le 5 décembre 2011, en récompense de sa carrière et de ses écrits.
François Hollande lui remet les insignes de chevalier de l'Ordre national du Mérite le 6 juillet 2016 au Palais de l'Elysée.
Le ministre Jean-Yves Le Drian lui a remis la médaille d’or de la jeunesse et des sports le 9 novembre 2022 au siège de La Poste à Issy-les-Moulineaux.